# Brattlikollen Station
Brattlikollen Station (Brattlikollen stasjon) er en metrostation på Lambertseterbanen på T-banen i Oslo. Stationen ligger i den sydlige ende af Brannfjel. Det er den station, der ligger nærmest Ekebergsletta, Bekkelaget kirke, Holtet, Sandstuveien og Libakkveien.